# ريك هاون
ريك هاون (بالإنجليزية: Rick Hawn؛ مواليد 15 سبتمبر 1976) هو لاعب جودو أولمبي سابق ومُقاتل فنون قتالية مختلطة أمريكي.

## وصلات خارجية
- أكيهيرو غونو على موقع الفيدرالية الدولية للجودو (الإنجليزية)
- أكيهيرو غونو على موقع JudoInside.com (الإنجليزية)
- أكيهيرو غونو على موقع بيلاتور (الإنجليزية)
- أكيهيرو غونو على موقع شيردوغ (الإنجليزية)
- أكيهيرو غونو على موقع Tapology.com (الإنجليزية)
- أكيهيرو غونو على موقع اللجنة الأولمبية الدولية (الإنجليزية)
- أكيهيرو غونو على موقع أوليمبيديا (الإنجليزية)
- أكيهيرو غونو على موقع IMDb (الإنجليزية)